# Murray Edwards College
Il Murray Edwards College (precedentemente noto come New Hall) è uno dei collegi costituenti l'Università di Cambridge. Ammette solo donne, sia undergraduate che postgraduate. È stato fondato nel 1954 in un periodo nel quale si stava cercando di aumentare la proporzione delle donne all'interno dell'università. Dato che fu inizialmente fondato senza un particolare benefattore, prese il nome generico di New Hall. Nel 2008, a seguito di una donazione di 30 milioni di sterline da parte di un'ex-alunna, Ros Smith, e di suo marito, Steve Edwards, fu deciso di cambiare il nome del collegio, anche in memoria della prima presidente Rosemary Murray, in Murray Edwards College.
Di particolare interesse all'interno del collegio è la New Hall Art Collection, una collezione di pezzi pregiati di artisti femminili di tutto il mondo.

## Altri progetti

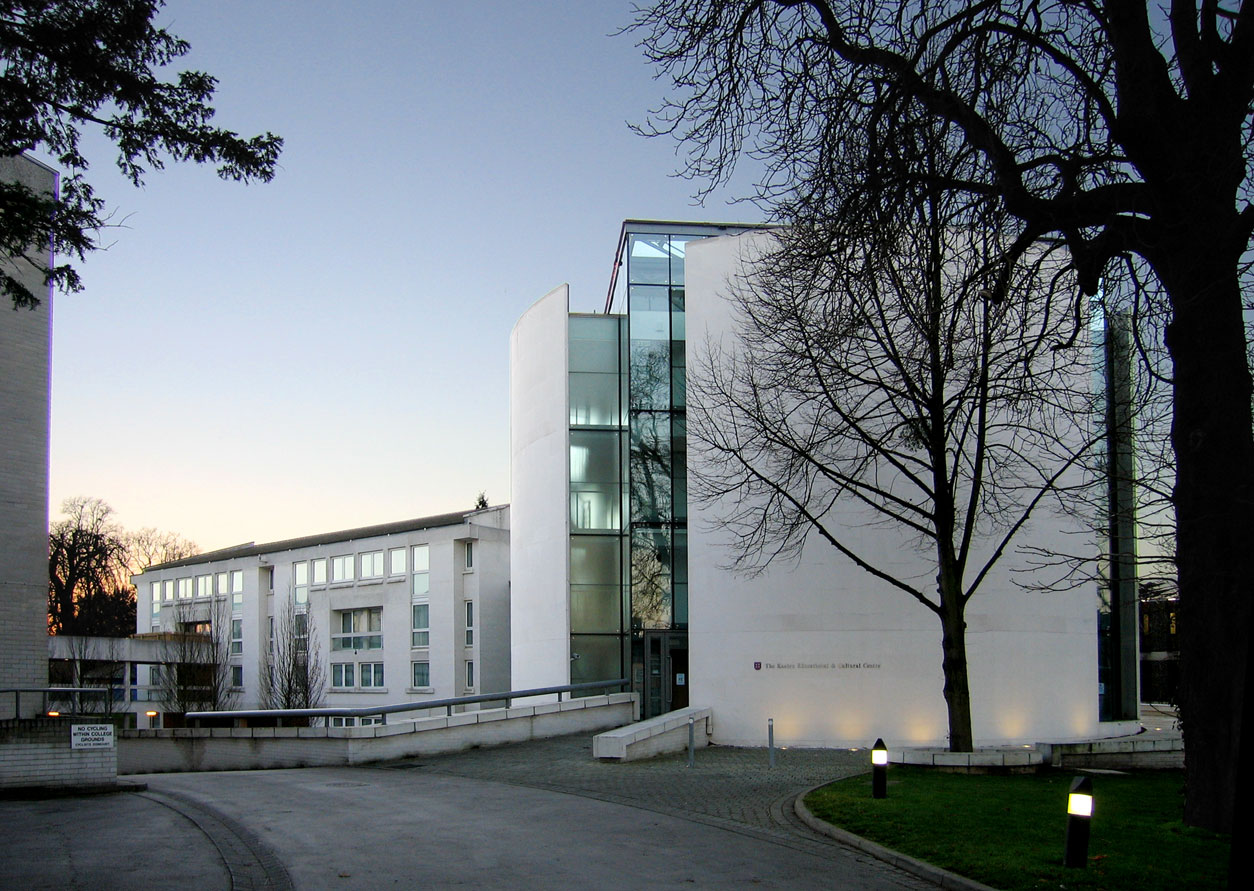
Costruzioni all'interno del Murray Edwards College